# تشارلز ألين
تشارلز ألين (31 مايو 1878 في المملكة المتحدة - 22 مايو 1958) (بالإنجليزية: Charles Allen)‏ هو لاعب كريكت بريطاني (وحمل سابقاً جنسية المملكة المتحدة لبريطانيا العظمى وأيرلندا). لعب مع نادي مقاطعة غلوستر للكريكت ‏.